# Европейски път Е20
Европейски път E20 е част от европейската пътна мрежа. Той свързва градовете Шанън в Ирландия и Санкт Петербург в Русия. Дължината на маршрута е 1880 км.
Големият мост на Белтън и моста Йоресунд са снабдени с талон, който е с повече от 30 евро. 